# Eglis Yaima Cruz
Eglis Yaima Cruz Farfán, talvolta anche Eglys Yahima de la Cruz (Sancti Spíritus, 12 aprile 1980), è una tiratrice a segno cubana, vincitrice di una medaglia di bronzo ai Giochi olimpici di Pechino 2008.

## Biografia
Attiva dal 1997 in campo internazionale, Cruz ha raggiunto i primi successi ai Giochi Panamericani di Santo Domingo nel 2003. Partecipò per la prima volta alle Olimpiadi di Atene 2004 classificandosi non oltre la ventesima e la trentanovesima posizione. Quattro anni più tardi si rifarà ai Giochi olimpici di Pechino 2008 vincendo la medaglia di bronzo nella gara di tiro a segno con carabina in tre posizioni e migliorando, invece, la propria prestazioni nei 10 metri con un undicesimo posto. L'anno precedente ai Giochi panamericani di Rio de Janeiro 2007 riuscì a tenere il massimo titolo dai 10 metri e ad essere seconda nei 50 metri solo alla statunitense Jamie Lynn Gray. Nell'edizione successiva del 2011 in Messico finì con il conquistare ancora altre due medaglie d'argento mentre fu di minor successo la sua partecipazione ai Giochi di Londra 2012. Continuò ad aver successo nei Giochi panamericani disputatisi a Toronto 2015 andando ancora una volta a medaglia in entrambe le discipline.

## Palmarès
| Anno | Manifestazione      | Sede           | Evento           | Risultato | Prestazione | Note |
| ---- | ------------------- | -------------- | ---------------- | --------- | ----------- | ---- |
| 2003 | Giochi panamericani | Santo Domingo  | Carabina 10m     | Oro       | 497.4       |      |
| 2003 | Giochi panamericani | Santo Domingo  | Carabina 50m 3p. | Oro       | 668.5       |      |
| 2004 | Giochi olimpici     | Atene          | Carabina 10m     | 39º       | 385         |      |
| 2004 | Giochi olimpici     | Atene          | Carabina 50m 3p. | 20º       | 571         |      |
| 2007 | Giochi panamericani | Rio de Janeiro | Carabina 10m     | Oro       | 496.1       |      |
| 2007 | Giochi panamericani | Rio de Janeiro | Carabina 50m 3p. | Argento   | 679.6       |      |
| 2008 | Giochi olimpici     | Pechino        | Carabina 10m     | 11º       | 396         |      |
| 2008 | Giochi olimpici     | Pechino        | Carabina 50m 3p. | Bronzo    | 687.6       |      |
| 2011 | Giochi panamericani | Guadalajara    | Carabina 10m     | Argento   | 497.3       |      |
| 2011 | Giochi panamericani | Guadalajara    | Carabina 50m 3p. | Argento   | 670.3       |      |
| 2012 | Giochi olimpici     | Londra         | Carabina 10m     | 44º       | 391         |      |
| 2012 | Giochi olimpici     | Londra         | Carabina 50m 3p. | 16º       | 581         |      |
| 2015 | Giochi panamericani | Toronto        | Carabina 10m     | Bronzo    | 184.4       |      |
| 2015 | Giochi panamericani | Toronto        | Carabina 50m 3p. | Oro       | 451.7       |      |
| 2016 | Giochi olimpici     | Rio de Janeiro | Carabina 10m     | 31º       | 412.1       |      |
| 2016 | Giochi olimpici     | Rio de Janeiro | Carabina 50m 3p. | 10º       | 581         |      |

## Coppe e meeting internazionali
2010
- Oro in CAT - Confederaciòn Americana de Tiro ( Guadalajara), Carabina 50m 3P - 672.1
- Oro in CAT - Confederaciòn Americana de Tiro ( Guadalajara), Carabina aria 10m - 496.8

2014
- Oro in CAT - Confederaciòn Americana de Tiro ( Rio de Janeiro), Carabina 50m 3P - 447.1
- Oro in CAT - Confederaciòn Americana de Tiro ( Rio de Janeiro), Carabina aria 10m - 205